# Marjoe
Marjoe è un documentario del 1972 diretto da Sarah Kernochan e Howard Smith  vincitore del premio Oscar al miglior documentario.

## Trama
Marjoe Gortner era un bambino predicatore precoce con straordinari talenti, che era immensamente popolare nel sud americano. I suoi genitori hanno guadagnato grandi somme di denaro dai suoi guadagni fino alla sua adolescenza.
Gortner riprese il ministero da giovane adulto unicamente come mezzo per guadagnarsi da vivere, non come credente. Trascorse i successivi anni usando la sua fama e il suo status di evangelista per guadagnarsi da vivere. Alla fine, Gortner subì una crisi di coscienza e decise di rinunciare al circuito delle predicazioni. Durante il suo tour finale, che ha avuto luogo nel 1971, ha offerto a un cineasta di seguirlo per documentare la realtà che si cela dietro a questi eventi.
Il film contiene scene di incontri che mostrano Gortner che predica e prega per le persone a Los Angeles, Fort Worth, Detroit e Anaheim. Questo è intervallato da filmati di Gortner in cui ammette di essere un non credente e rivela le tattiche che lui e altri evangelisti usavano per manipolare le persone e spostarle durante gli incontri. Alcuni degli evangelisti hanno persino rivelato dove hanno acquistato proprietà tenute segrete e gli hanno dato consigli da seguire.

## Distribuzione
Al momento della pubblicazione il film ha sollevato una notevole mole di critiche, motivo per cui non è stato proiettato nei cinema negli Stati Uniti meridionali. Il distributore temeva reazioni avverse quindi non era mostrato più a sud di Des Moines, in Iowa.
Sebbene pubblicato su VHS, il film era stato a lungo fuori catalogo e si era deteriorato. Nel 2002 il negativo e altri elementi sono stati trovati in un caveau di New York City. Una volta garantiti i diritti, il film è stato restaurato con fondi forniti dall'Academy of Motion Picture Arts and Sciences. In séguito è stato rilasciato su DVD.

## Riconoscimenti
- Premio Oscar
  - Oscar al miglior documentario